# Thompsons, Texas
Thompsons là một thị trấn thuộc quận Fort Bend, tiểu bang Texas, Hoa Kỳ. Năm 2010, dân số của thị trấn này là 246 người.

## Dân số
- Dân số năm 2000: 236 người.
- Dân số năm 2010: 246 người.